# Frederick F. Russell
Frederick Fuller Russell (Auburn, Nova York, Estats Units, 17 d'agost de 1870 - 29 de desembre de 1960) va ser un metge militar de la U.S. Army que perfeccionà una vacuna contra la febre tifoide l'any 1909. El 1911, es va portar un programa de vacunació contra la febre tifoide per tal d'immunitzar la totalitat de l'exèrcit dels Estats Units i aquest va ser el primer del món en fer-ho eliminant aquesta malaltia com una de les principals causes de mort.